# شهرستان خنداب
شهرستان خُنداب یکی از شهرستان‌های تازه‌تأسیس در استان مرکزی ایران است.

## وجه‌تسمیه
سه ریشه برای معنی خنداب می‌توان متصور بود:
- کُندآب: خنداب در اصل کندآب بوده است، به نحوی که جریان رودخانه در این روستا کند می‌شده است از این جهت اصل لغت کُند است که به خنداب تبدیل شده است.[۶]
- قندآب: به علت وجود رودخانه قره چای که در گویش محلی خنداب به معنی قندآب یا آب شیرین بوده است.[۶]
- خندق‌آب: براساس نقل پاره‌ای از مطلعین محلی، نام اصلی خنداب، خندق‌آب بوده باشد؛ زیرا از شواهد تاریخی چنین برمی آید که اهالی این منطقه برای محافظت خود و دام‌هایشان تونل‌هایی را ایجاد می‌کردند که هم مخفی‌گاه مناسبی برای پناه بردن به آن در هنگام خطر بوده و هم به‌عنوان تونل منتهی به رودخانه برای برداشت آب مورد استفاده قرار می‌گرفته است.[۶]

## جمعیت‌شناسی
ساکنان شهرستان خنداب به سه گروه عمده زبانی ترکی، لری و فارسی تقسیم می‌شوند. زبان ترکی آذربایجانی در مرکز شهرستان و بسیاری از روستاها رایج است. همچنین در مناطق غربی و جنوبی شهرستان، به‌ویژه در مرز با شهرستان‌های شازند و ملایر، شماری از مردم به زبان لری ثلاثی سخن می‌گویند. فارسی نیز در مراکز اداری و آموزشی رایج است. بنابر سرشماری مرکز آمار ایران، جمعیت بخش خنداب در سال ۱۳۹۵ برابر با ۵۴٬۰۱۸ نفر بوده است که از این میان ۲۷٬۸۶۲ نفر مرد و ۲۶٬۱۵۶ زن بوده‌اند. این شهرستان ۱۶٬۷۹۲ خانوار دارد.

## جغرافیا
این بخش مشتمل بر شهر خنداب و پنج دهستان به شرح زیر است:
استوه
این شهرستان در سال ۱۳۸۶ خورشیدی با ابلاغ مصوبه کمیسیون سیاسی دفاعی هیئت دولت، از بخش به شهرستان ارتقاء یافت.
بخش مرکزی شهرستان خنداب شامل دو بخش است:
- - خنداب
  - بخش قره چای

منطقه خنداب با ۷۲ هزار نفر جمعیت دارای استعدادهای ویژه کشاورزی، گردشگری و مزیت استقرار تأسیسات آب سنگین است.
روستای جاورسیان نیز به عنوان مرکزیت بخش متشکل از دهستان‌های زیر در تابعیت شهرستان اراک ارتقا یافته است:
- - دهستان اناج
  - دهستان سنگ سفید
  - دهستان جاورسیان

این سه دهستان پیش از این در تابعیت بخش خنداب بودند.
این سه دهستان پیش از این در تابعیت بخش خنداب بودند. در شهرستان خنداب سه نقطه شهری وجود دارد که عبارتند از： _شهر خنداب، (تأسیس شهرداری سال۱۳۸۵خورشیدی) _شهر جاورسیان (تأسیس شهرداری سال۱۳۸۹خورشیدی) _شهرک رجایی اناج (تأسیس سال۱۳۵۲خورشیدی)